# Fritz Paul (Fotojournalist)
Fritz Paul (* 15. Oktober 1919 in Rudwangen, Ostpreußen, dem heutigen Rydwągi, Polen; † 1998) war ein deutscher Fotojournalist und Theaterfotograf.

## Leben und Wirken
Fritz Paul wurde am 15. Oktober 1919 im ostpreußischen Rudwangen als jüngstes von elf Kindern eines Bauern geboren. Bei Ausbruch des Zweiten Weltkriegs studierte er Maschinenbau in Berlin, doch mitten im Studium wurde er von der Wehrmacht zum Kriegsdienst eingezogen. Nach Kriegsende flüchtete er aus sowjetischer Gefangenschaft in den Raum Göttingen und wohnte zuerst in Treuenhagen, dann in Geismar. Da er Kamerakonstrukteur oder Kameramann hatte werden wollen, sein Studium aber nicht abschließen konnte, begann er mit Fotoapparat und Filmkamera zu experimentieren und für andere Bilderwünsche zu erfüllen, womit der Autodidakt sich Routine aneignete und auch etwas Geld verdiente. Auf diese Weise ergab es sich, dass er ab 1948 als freier Bildjournalist unter anderem für das Göttinger Tageblatt arbeiten konnte.
Seine Interessen waren vielfältig, sodass er ständig auf Achse war, um Ereignisse zu dokumentieren. Aus seiner Kindheit brachte er eine Pferdeaffinität mit, die ihn nun jedwedes Pferdethema aufgreifen ließ. Für Wissenschaft und Technik interessierte er sich ebenso – mit dem Chemiker Otto Hahn verband ihn eine innige Freundschaft, woraus mehrere Ablichtungen des Nobelpreisträgers resultierten. Ob Fußballspiele, Gerichtsverfahren, gesellschaftliche Anlässe, die große Politik (auch Konrad Adenauer und Willy Brandt wurden von ihm fotografiert) oder die kleinen Kuriositäten, Widrigkeiten und Fragestellungen, die Tagesgespräch waren oder durch Berichterstattung dazu wurden – er war stets zur Stelle. Sein Sohn berichtete, dass er der Feuerwehr hinterher fuhr, wenn er die Sirene hörte. Er war für die Inhalte der Auto- und Motorsportseite des Tageblatts zuständig und von 1962 bis 1981 Leiter der Tageblatt-Bildredaktion. In dieser Funktion gelang ihm anlässlich des „Kasseler Treffens“ im Jahr 1970 zwischen Willy Brandt und Willi Stoph, dem Vorsitzenden des DDR-Ministerrats, eine Fotoserie, die vom Deutschen Journalisten-Verband, Landesverband Niedersachsen, ausgezeichnet wurde.
Auch einen Bezug zur Kunst gab es in Person des mit ihm befreundeten Heinz Hilpert, dem Intendanten des Deutschen Theaters Göttingen. Von November 1952 bis zu Hilperts Ausscheiden zum Ende der Saison 1965/1966 fotografierte Paul jede Inszenierung, deren Anzahl im dreistelligen Bereich liegt und überwiegend als Klassiker geltende Stücke (von Shakespeare und Molière über Gogol, Ibsen und Hauptmann zu Kipphardt und Dürrenmatt) beinhaltet. Er schoss auch Fotos von Hilpert, privat und bei der Arbeit als Regisseur wie als Darsteller. Unter den zahlreichen im Archiv der Akademie der Künste, Berlin, aufbewahrten Fotografien befinden sich solche von zum Beispiel Brigitte Horney, Götz George, Jürgen Sidow, Günther Ungeheuer, Martin Hirthe und Armin Dahlen. Außerdem vom Bühnenbildner Jan Schlubach bei seiner Arbeit im Atelier und von seinen fertigen Kulissen. Zu guter Letzt auch von Hilperts persönlichem Theatergast Carl Zuckmayer. Diese Zeitdokumente stehen der interessierten Öffentlichkeit sowie Forschenden im Bereich der Darstellenden Kunst zur Verfügung.
Für die deutsche Geschichtsforschung wiederum von großem Nutzen ist die Menge von rund 6.000 Aufnahmen – weitere bisher ungesichtete Negative könnten hinzukommen – die das Geschehen zwischen 1948 und 1980 im Grenzdurchgangslager Friedland nahe Göttingen wiedergeben. Seine Verbundenheit zum Lager in Friedland entstand durch einen seiner ersten Aufträge: Er sollte mit Fotos helfen, dass Vermisstenmeldungen und im Lager Eingetroffene einander zugeordnet werden konnten. In der Folge dokumentierte er das dortige Leben in allen Facetten, das heißt die Lageransichten, die Abläufe, die Personen und die historischen Ereignisse, mit seiner Kamera und steigerte mithin den Bekanntheitsgrad und prägte das „würdevolle, reale“ Erscheinungsbild der Einrichtung. Diesen Bestand hält das Museum Friedland für Besucher sowie alle zum Thema Forschenden bereit.
Ein etwa 3.500 Aufnahmen umfassender Teilnachlass von Pauls Fotos wurde bis 2024 digitalisiert und ist im Kulturerbe-Niedersachsen-Portal online verfügbar.

## Publikationen
- Christopher Spatz: Heimatlos. Friedland und die langen Schatten von Krieg und Vertreibung. Mit Fotografien von Fritz Paul. Ellert & Richter Verlag, Hamburg 2018, ISBN 978-3-8319-0728-1.